# 大特爾諾沃州
大特爾諾沃州是保加利亞的一個州，位於中北部，隔多瑙河與羅馬尼亞相望。面積4,662平方公里，2006年人口293,172人。州府大特爾諾沃，下分10个市镇。